# Râul Fătăciunea
Râul Fătăciunea este un curs de apă, afluent al râului Gârboveta. 